# Tynker
Tynker — це освітня платформа програмування, яка допомагає дітям оволодіти навичками програмування, дизайном ігор, веб-дизайном, анімацією та робототехнікою. Платформа містить також курси Minecraft Modding, Minecraft Game Design, Creative Coding, Python і CSS.
Tynker базується на HTML5 і JavaScript і може використовуватися в браузерах або на планшетних комп’ютерах чи смартфонах.

## історія
Компанію Tynker заснували Крішна Ведаті, Шрінівас Мандьям і Келвін Чонг у 2012 році в Маунтін-В’ю, штат Каліфорнія, США.  Tynker for Schools було запущено в квітні 2013 року, а рік по тому — Tynker for Home. 60 мільйонів учнів у 90 000 школах використовували Tynker.
У 2018 році Tynker співпрацює з Mattel над проєктами Hot Wheels і Monster High. Також фірма має партнерські стосунки з Apple, Google, Sylvan Learning, BBC Learning, Infosys Foundation USA, Microsoft, PBS і Lego.
У вересні 2021 року компанія Tynker була придбана Byju's, індійською багатонаціональною компанією освітніх технологій.